# Tadeusz Markowski (pisarz)
Tadeusz Markowski (ur. 14 marca 1954 w Warszawie) – polski pisarz science fiction oraz tłumacz.

## Życiorys
Studiował na Politechnice Warszawskiej, następnie cybernetykę w Szkole Głównej Planowania i Statystyki. Publikował w tygodniku studenckim „Politechnik”, współpracował z „Przeglądem Technicznym”. W latach 1982–1984 był zastępcą redaktora naczelnego „Fantastyki”. Od 1984 pracował w redakcji Fantastyki Naukowej Krajowej Agencji Wydawniczej. Działacz międzynarodowego fandomu, członek World SF. 
Zadebiutował jako pisarz opowiadaniem Test (1977) na łamach „Politechnika”. Jego utwory znalazły się w antologii Spotkanie w przestworzach. Pierwszą książką był wydany w 1982 zbiór opowiadań Tak bardzo chciał być człowiekiem. W 1984 nakładem Krajowej Agencji Wydawniczej ukazała się jego pierwsza powieść – Umrzeć, by nie zginąć, o dziejach genetycznie „poprawionych” ludzi-astronautów. W 1988 wydawnictwo „Orbita” wydało prequel tej książki zatytułowany Mutanci, zaś rok później wznowiło Umrzeć, by nie zginąć. Trzecia część Dzieci Hildora została napisana we współpracy z Markiem Żelkowskim i wydana w 2020. Utwory Markowskiego należą do nurtu fantastyki socjologicznej.
Markowski tłumaczył również m.in. komiksy z serii Thorgal oraz powieść Formy chaosu Colina Kappa.
Opowiadanie Tak bardzo chciał być człowiekiem... zostało przetłumaczone na francuski, rumuński i niemiecki. Powieść Umrzeć, by nie zginąć została przetłumaczona na rosyjski.

## Twórczość
- Tak bardzo chciał być człowiekiem, zbiór opowiadań (KAW 1982)
  - Cała radość życia
  - Ludzie jak... złodzieje
  - Pamiętnik
  - Pech
  - Tak bardzo chciał być człowiekiem, że...
  - Test
  - Zwiadowca
- Eksponat X, komiks  w antologii Ogień nad Tajgą  (KAW 1982) oraz w Bogowie z Gwiazdozbioru Aquariusa, Zbigniew Kasprzak (Egmont Polska 2020)
- cykl Mutanci
  - Umrzeć, by nie zginąć (KAW 1984, Orbita 1989, SOLARIS 2017) - tom 4 (napisany jako pierwszy)
  - Mutanci (Orbita 1988, SOLARIS 2017) - tom 1
  - Dzieci Hildora (Stalker Books, 2020), współautor Marek Żelkowski[3] - tom 2
  - Władcy Hildora (planowany) - tom 3
- Prawo Zaciemnienia (2023)

## Tłumaczenia
- Szninkiel -  autorzy: Grzegorz Rosiński, Jean Van Hamme (fr) (Orbita 1988)
- O czym marzą Psyborgi – autor: Pierre Barbet (fr)  (KAW 1989)
- Goodbye Kalifornia – autor: Alistair MacLean (ang)  (Orbita 1989)[4]
- Formy Chaosu – autor: Collin Kapp (ang)  (Temark 1992)
- Rzeka Śmierci – autor: Alistair MacLean (ang)  (Bellona 1989; Interart 1996)
- Tarantula – autor: Thierry Jonquet (fr)  (Prószyński 2008)
- Dżin z tonikiem i ogórkiem – autor: Rafaele Germain (fr) (Prószyński 2009)
- Dr House – autor: Paul Challen (ang) (sezon drugi) (Prószyński 2009)
- Stanie się czas – autor: Paul Anderson (ang) (Prószyński 2010)
- Truman Stalin i koniec monopolu atomowego – autor: Michael D. Gordon (ang) (Prószyński 2010)
- Domniemanie winy – autor: Marcia Clark (ang.) (Prószyński 2011)
- Elizabeth Taylor – Dama, kochanka, legenda – autor: David Brett (ang) (Prószyński 2012)
- Wydział Śmierci – autor: Hugues Pagan (fr) (C&T 2014)
- Piekło ISIS – autor: Sophie Kasiski (fr) (Prószyński i S-ka 2016)
- Odyseja Greena -  autor: Philip J. Farmer (ang) (Stalker Books 2020)
- Powrót do Gwiazd - autorzy: C.M.Kornbluth, Frederic Pohl  (ang) (Stalker Books 2020)
- Dopuszczalne Ryzyko - autorzy: Frederic Pohl, Lester del Rey (ang) (Stalker Books 2021)
- Brzemię czarnego człowieka - autor: Mack Reynolds (ang) (Stalker Books 2021)
- Niemądre dziecko - autor: Randall Garrett (ang) (Stalker Books 2021)
- Piraci z Zan - autor: Murray Leinster (ang) (Stalker Books 2021)

## Odznaczenia
- 29 października 2007 z okazji 25-lecia Fantastyki i Nowej Fantastyki Tadeusz Markowski, jako zastępca redaktora naczelnego latach 1982–1984 Fantastyki otrzymał odznaczenie Zasłużony dla Kultury Polskiej[5].